# Лайне (река)
Лайне, устар. Лейне (нем. Leine) — река в Германии, левый приток Аллера. Длина реки около 281 км. Площадь бассейна 6500 км². По данным станции в 30 км севернее Ганновера средний годовой расход реки составляет около 62 м³/с.
Лайне берёт начало в Айхсфельде, в районе города Лайнефельде-Ворбис, на северо-западе Тюрингии. Примерно через 25 км река пересекает границу Тюрингии и Нижней Саксонии, направление течения сменяется с западного на северное, и сохраняется до самого устья.
Протекает через Гёттинген, Ганновер. Притоки: Иннерсте, Име, Руме.